# كيسي وايز
كيسي وايز (بالإنجليزية: Casey Wise)‏ هو لاعب كرة قاعدة أمريكي، ولد في 8 سبتمبر 1932 في ويست لافاييت في الولايات المتحدة، وتوفي في 20 فبراير 2007 في نيبلز في الولايات المتحدة.

## وصلات خارجية
- كيسي وايز على موقعبيزبول رفرنس.كوم (الدوري الرئيسي) (الإنجليزية)
- كيسي وايز على موقعبيزبول رفرنس.كوم (الدوري الثانوي) (الإنجليزية)